# 75-ös típusú rakéta-sorozatvető
A 130 mm-es 75-ös típusú rakéta-sorozatvető (75式130mm自走多連装ロケット弾発射機 nana-go-shiki-130mm-jisou-ta-rensou-Rocket-dan-hassya-ki) egy japán gyártású, a 130 mm-es rakétarendszer hordozására kifejlesztett harcjármű, melyet a Nissan Motor Company Aerospace Division-jánál terveztek. A jármű a 73-as típusú lövészpáncélos felfüggesztését, lánctalpjait és dízelmotorját használta. 15 darab 75-ös típusú szélmérő jármű is készült ugyanarra az alvázra, hogy időjárási információkkal szolgáljon a rakéta-sorozatvető járműnek.
Japán 2001-es jelentése szerint 61 darab 75-ös típusú rakéta-sorozatvető és 13 darab szélmérő jármű volt a Japán Önvédelmi Haderő hadrendjében. A típust fokozatosan kezdték felváltani az amerikai tervezésű, licenc alapján épített 227 mm-es M270 MLRS járművekkel. Egyes források szerint 2008-ra már csak 20 jármű maradt aktív szolgálatban.

## Leírás
A 75-ös típusú rakéta-sorozatvető fejlesztése az 1960-as évek végén kezdődött. Az első prototípusokat 1973-ban tesztelték. A típus 1975-ben lépett hadrendbe. A legyártott mennyiséget nem tudni pontosan, a különböző források 66 és 140 darab közé teszik.
A járművön 30 darab 131,5 mm-es vetőcső található. A szabványos rakéták 1,86 méter hosszúak, súlyuk pedig 43 kg, a robbanófej súlya 15 kg. A maximális lőtávolság 15 km. A rakéták szárnystabilizáltak. A rakétákat egyenként vagy 12 másodperces sorozatban lehet kilőni.
A rakétákat manuálisan töltik újra. A lőszert 6×6 hajtásképletű teherautókon szállítják. Egy jól képzett személyzet 15 perc alatt újratölti a járművet.
A jármű tetejére egy 12,7 mm-es géppuskát is rögzítettek, hogy növeljék a jármű túlélési képességeit.
A típus egy módosított 73-as típusú lövészpáncélos alvázára épült. Meghajtásáról egy Mitsubishi 4ZF dízelmotor gondoskodik, amely 300 lóerős teljesítmény leadására képes.
Minden egyes rakéta-sorozatvető üteghez tartozik egy tüzérségi irányító jármű, egy meteorológiai megfigyelő jármű és egy újratöltő jármű.

## Fordítás
- Ez a szócikk részben vagy egészben  a   Type 75 130 mm Multiple Rocket Launcher című angol Wikipédia-szócikk ezen változatának fordításán alapul.  Az eredeti cikk szerkesztőit annak laptörténete sorolja fel. Ez a jelzés csupán a megfogalmazás eredetét és a szerzői jogokat jelzi, nem szolgál a cikkben szereplő információk forrásmegjelöléseként.